# 合馬たけのこ
合馬たけのこ（おうまたけのこ）とは、日本有数の竹林面積（1,400ha）を誇る福岡県北九州市小倉南区の合馬（おうま）地区で採れる高級筍。地元を管轄するJA北九の地域団体商標でもある。

## 歴史
近隣の八幡などに出荷し、徐々に生産力を高め、昭和30年代には筍の缶詰工場を設置。1977年（昭和52年）、生産者の取り組みで竹林改良事業を実施。1997年（平成9年）に「合馬たけのこ」のブランド化を目指し、生産者が「合馬たけのこ振興会」を組織化。2004年（平成16年）には、振興会が全国林業経営推奨行事で農林水産大臣賞、農林水産祭で内閣総理大臣賞を受賞している。

## 特徴
食用の筍として代表的な孟宗竹（もうそうちく）。合馬地区は粘土質の赤土があり、筍の生産に適している。そのため、合馬たけのこはアクが少なく、風味豊かでやわらかい。新鮮なものは刺身（生）でも食べられる。特に「白子」と呼ばれる筍は最高級品。出荷時期は概ね1月～4月頃で、出荷量は約3,200t。
地元・北九州のほか、京都や大阪などにも送られ、高級料亭などで使われている。特に、シーズン初出荷のものはそのほぼ全てが関西向けで、地元ではまず出回らない。

## その他
- 販売は生鮮が中心であるが、加工品でも「水煮」、「じんだ煮（ぬかみそ炊き）」、「辛し竹の子（販売：拓味亭）」などがある。
- 現地では、「合馬たけのこ体験園」「合馬観光たけのこ園」などで「たけのこ掘り」の体験ができるほか、筍を使ったコース料理（刺身・煮物・天ぷら・茶碗蒸・焼筍・筍御飯など）が食べられる店もある。（外部リンク参照）

## テレビ番組
- 産地発!たべもの一直線（NHK総合テレビジョン、2010年4月11日放送）